# Де-Бланк-и-Менокаль, Гильермо
Гильермо Рафаэль де Бланк-и-Гарсиа-Менокаль, Вилли де Бланк (исп. Guillermo Rafael de Blanck y García-Menocal, Willy de Blanck; 7 сентября 1882, Нью-Йорк — 6 ноября 1978, Майами) — кубинский дипломат. Сын композитора и музыкального педагога Хуберта де Бланка и Анны Гарсиа-Менокаль, сестры будущего президента Кубы Марио Гарсии-Менокаля.
Учился на Кубе, много путешествовал по Европе. В 1906 году получил первое дипломатическое назначение — на пост атташе кубинского посольства во Франции. Вернувшись на Кубу в 1911 году, занялся журналистикой, в 1913 году вместе с художником-карикатуристом Конрадо Массагером начал выпускать иллюстрированный общественно-политический еженедельник «Grafico». Однако после того, как в том же году его дядя был избран президентом страны, Менокаль вернулся на государственную службу, сперва ненадолго став секретарём президента, а в следующем году получив назначение на должность генерального консула Кубы в Шанхае.
По окончании Первой мировой войны Менокаль был назначен секретарём кубинской делегации на Парижской мирной конференции, а затем и представителем Кубы при Лиге наций и Международной организации труда. Одновременно с 1921 года Менокаль был послом Кубы в Нидерландах, с 1926 года — в Швейцарии, с 1935 года — в США. В годы Второй мировой войны Менокаль работал в Лондоне в качестве полномочного представителя Кубы при находившихся здесь правительствах в изгнании стран континентальной Европы. По окончании войны занимал посты посла Кубы в Италии и представителя Кубы при ЮНЕСКО. Выйдя в отставку, некоторое время жил в Италии, а после кубинской революции обосновался в Майами, где опубликовал в 1961 году открытое письмо Фиделю Кастро и написанную совместно с Орестесом Феррарой публицистическую брошюру «За Родину. Предложения» (с подзаголовком «Манифест кубинской оппозиции в изгнании»).
Первая книга Менокаля, роман «Капли крови» (исп. Gotas de sangre) о Первой мировой войне, вышла в 1920 году. В 1950-е годы Менокаль вернулся к литературным занятиям, опубликовав сборник пьес (1953) и три книги стихов.